# HD104827
HD104827 — подвійна зоря. 
Ця подвійна система має видиму зоряну величину в смузі V приблизно 6,1.
Вона розташована на відстані близько 358,8 світлових років від Сонця.

## Подвійна зоря
Головна зоря цієї системи належить до хімічно пекулярних зір й має спектральний клас A8.
Інша компонента має  спектральний клас  Зорі спектрального класу.

## Фізичні характеристики
Зоря HD104827 обертається 
порівняно повільно 
навколо своєї осі. Проєкція її екваторіальної швидкості на промінь зору становить  Vsin(i)= 47км/сек.